# Rosanna Bonelli
Rosanna Bonelli detta Diavola o Rompicollo (Siena, 10 agosto 1934) è una fantina italiana, nota per essere stata una delle due sole donne a partecipare al Palio di Siena..
Fu preceduta solo da Virginia Tacci, che il 15 agosto 1581 corse per il Drago un palio alla lunga, non riconosciuto nell'albo delle vittorie del Palio di Siena.

## Biografia
Senese di nascita, frequentò la scuola di equitazione di Firenze e, nel corso degli anni cinquanta, partecipò regolarmente a vari concorsi ippici e corse in ippodromo.
Nel 1957 si trovava a Siena, nel periodo in cui Luigi Zampa girava il film La ragazza del Palio (con Vittorio Gassman e Diana Dors). 
Durante una pausa delle riprese, la Bonelli riuscì a introdursi nell'Entrone, dove erano presenti i fantini scritturati dalla produzione: con la complicità del fantino Fernando Leoni, riuscì a montare a cavallo e fare alcuni giri sul tufo di Piazza del Campo. 
Quando poi la controfigura della protagonista si infortunò, la Bonelli si propose e venne scelta come sostituta.
Durante le riprese nacque così il desiderio di correre il Palio vero. Spinta anche dalla produzione del film, in cerca di un lancio pubblicitario, Rosanna si propose allo zio Umberto Bonelli, allora capitano della Contrada della Selva. Lo zio pose però il veto assoluto, temendo per l'incolumità della nipote, e convinse anche gli altri capitani a non ingaggiare la ragazza.
Nonostante ciò, la sua contrada, l'Aquila, le offrì la possibilità di correre, vista anche la poca fiducia nel barbero Percina e la recente vittoria del 1956 con Francesco Cuttone.
La Bonelli prese parte a tre prove vincendone due; venne ufficialmente segnata con il soprannome Diavola, anche se era ormai nota a tutti come Rompicollo, dal titolo di una celebre operetta del padre Luigi (1892-1954, scrittore e sceneggiatore teatrale senese). 
Al Palio partì indietro, ma si lanciò in una grande rimonta nei confronti di Giorgio Terni del Nicchio. Durante l'inseguimento ostacolò il fantino della Torre Tristezza e successivamente, alla seconda curva di San Martino, cadde trascinata da Romano Corsini della Lupa. 
A Palio concluso venne accusata da alcuni torraioli di aver ostacolato la corsa della loro contrada. Volò addirittura qualche ceffone e in sua difesa accorse un contradaiolo dell'Aquila con un mazzo di rose a gambo lungo con l'intenzione di offrirglielo e del quale invece si servì per allontanare gli aggressori.
In settembre, la Domenica del Corriere dedicò la copertina alla storia di Rompicollo e agli eventi legati al Palio di agosto.
Nel 2016 Rosanna Bonelli ha offerto il masgalano per ricordare l'anniversario della sua partecipazione al Palio di Siena. L'opera è stata realizzata dalla figlia, Chiara Flamini, e vinta dalla Contrada Sovrana dell'Istrice.

## Riconoscimenti
- Medaglia d’oro di civico riconoscimento del Comune di Siena (1999)[2]

## Presenze al Palio di Siena
| Palio          | Contrada | Cavallo | Note   |
| -------------- | -------- | ------- | ------ |
| 16 agosto 1957 | Aquila   | Percina | scosso |